# Czapka studencka

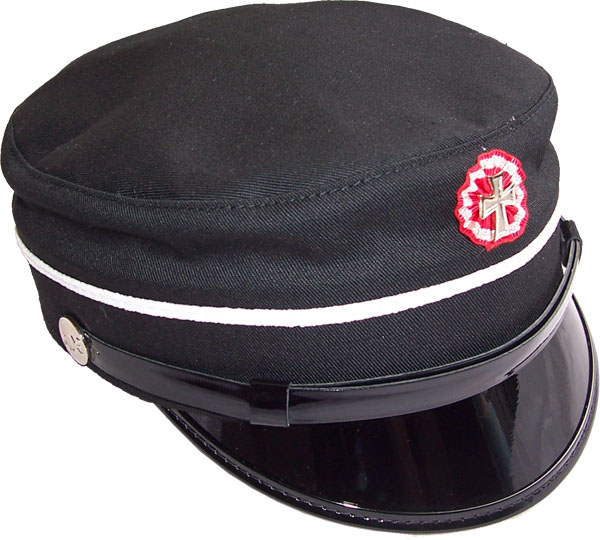
Duńska czapka studencka z końca XIX w.

Czapka studencka – czapka o ściśle określonym wzorze, którą mają prawo nosić studenci uczelni. 
W odróżnieniu od dekli, których wzory ustalają korporacje studenckie i mogą je nosić tylko ich członkowie, czapki studenckie są przeznaczone dla wszystkich studentów określonej uczelni, a ich wzory ustala tradycja, samorządy studenckie lub specjalne jednostki samej uczelni. Często uczelnie mają ogólny wzór czapki a barwy jej elementów są różne dla różnych jej wydziałów. 

## W Polsce
Czapki studenckie używane w Polsce są nieco większe od dekli i w odróżnieniu od nich zwykle nie mają okrągłego kształtu, ale kształtowany przez zaszewki: od czterech (tzw. rogatywka – model charakterystyczny dla czapek krakowskiego Bratniaka) do ośmiu. Czapki studenckie nie mają oryginalnie haftu. Te są charakterystyczne dla korporacji albo gildii studenckich. Zgodnie z przedwojenną tradycją sznurek czapek studenckich jest złoty, w odróżnieniu od srebrnych, przysługujących gimnazjum.

### Uniwersytet Jagielloński[4]
Kolory czapek studenckich UJ:

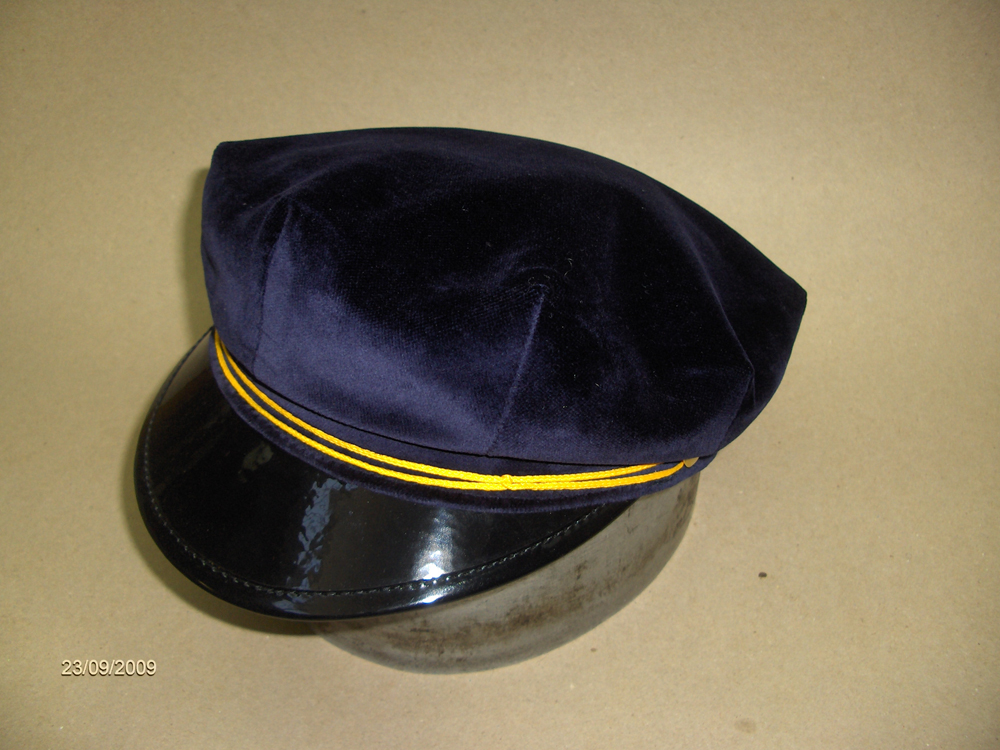
Czapka studencka Wydziału Prawa i Administracji UJ

- Wydział Prawa i Administracji – czarny
- Wydział Lekarski – bordowy
- Wydział Farmaceutyczny – bordowy z granatowym otokiem
- Wydział Nauk o Zdrowiu – bordowy z czarnym otokiem
- Wydział Filozoficzny – srebrny szary
- Wydział Historyczny – niebieski
- Wydział Filologiczny – granatowy
- Wydział Polonistyki – granatowy z niebieskim otokiem
- Wydział Fizyki, Astronomii i Informatyki Stosowanej – fioletowy
- Wydział Matematyki i Informatyki – fioletowy z granatowym otokiem
- Wydział Chemii – żółty
- Wydział Biologii – zielony
- Wydział Geografii i Geologii – szmaragdowy
- Wydział Zarządzania i Komunikacji Społecznej – brązowy
- Wydział Studiów Międzynarodowych i Politycznych – karminowy
- Wydział Biochemii, Biofizyki i Biotechnologii – écru
- Międzywydziałowe Indywidualne Studia Humanistyczne – srebrny szary z granatowym otokiem
- Międzyobszarowe Studia Matematyczno-Przyrodnicze - fioletowy z zielonym otokiem

### Inne polskie uczelnie[5]
W nawiasie podano kolor czapki, za dwukropkiem kolor otoku.
- Uniwersytet Warszawski (BIAŁA): amarantowy.
- Uniwersytet im. Adama Mickiewicza, Poznań (BIAŁA): fiolet – w. filolog.; niebieski – histor.; czerwony – mat.-fiz.-chem.; zielony – BiNoZ; czarny – prawo; popielaty – nauk. społ.
- Uniwersytet im. M. Kopernika, Toruń (BIAŁA): biało-czerwono-czarny.
- Politechnika Krakowska (POPIELATY): granat – architektura; czerwony –mech.; czarny – budowlany.
- Politechnika Warszawska (BRĄZ-WIŚNIA, ośmiokątna)
- Politechnika Poznańska (CIEMNOWIŚNIOWA): niebieski, sznurki: zielony – bud. ląd.: niebieski – chemia; popielaty – elektryczny; granatowy – budowa maszyn; żółty – maszyny rolnicze i pojazdy.
- Akademia Górniczo Hutnicza (CZARNY): zielony – pion górniczy; czerwony – pion hutniczy; niebieskie – inne.
- Akademia Medyczna, Kraków (BORDO): bordo – w. lekarski; granatowy – w. farmacji.
- Akademia Medyczna, Warszawa (BIAŁA): czarno-czerwono-czarny – w. lekarskie; czarno-żółto-czarny – w. farmacji.
- Akademia Medyczna, Poznań (BIAŁA): granatowy.
- Śląski Uniwersytet Medyczny, Katowice (BIAŁA), sznurek biały: bordowy – w. lekarski z o. lekarsko-dentystycznym w Zabrzu i w. lekarski w Katowicach; fioletowy – w. farmaceutyczny z o. med. laboratoryjnej; granatowy – w. nauk o zdrowiu; zielony – w. zdrowia publicznego.
- Akademia Rolnicza, Kraków (BRĄZ): żółty – w. ogrodniczy; bordo – zootechniczny; jasnozielony – w. rolno-techn. i żywienia; granatowy – w. techn. i energet. roln.; błękit – w. melioracji i geodezji.
- Szkoła Główna Gospodarstwa Wiejskiego – AR, Warszawa (BEŻ – aksamitna okrągła): beżowo-granatowy – w. zootechniki i weterynarii; beżowo-zielony – w. leśny, techn. drewna, techn. roln.; beżowy – w. rolny, ek. rolnej, techn. żywienia; beżowo-czerwony – w. ogrodniczy; beżowo-niebieski – w. melioracji.
- Akademia Rolnicza, Poznań (BIAŁA): zielony.
- Akademia Ekonomiczna, Kraków (ZIELONA): bordo.
- Akademia Ekonomiczna, Poznań (CIEMNOZIELONY): biało-czerwony.
- Szkoła Główna Planowania i Statystyki, Warszawa (ZIELONY – aksamitna okrągła): zielono-biało-czerwona, sznurek złoty.
- AWF, Kraków (BŁĘKIT): bordo.
- AWF, Warszawa (CIEMNOWIŚNIOWY): czarny.
- PWST, Kraków (CZARNA): brązowy.
- KUL, Lublin (CZARNA) brak otoku.
- ATK, Warszawa (BIAŁA): granatowy – filozofia; fiolet – teologia, czarny – prawo.

## Czapki studenckie w Europie
- Francja – La Faluche(inne języki)
- Belgia – La Penne, La Calotte(inne języki), Alto, Bierpet
- Włochy – Goliardia
- Kraje skandynawskie – Studentmössa